# Reema bint Bandar Al Sa'ud
Reema bint Bandar Āl Saʿūd (in arabo ريما بنت بندر بن سلطان آل سعود‎?; Riyad, 1975) è una principessa, imprenditrice, filantropa e diplomatica saudita.

## Primi anni di vita e formazione
La principessa Reema è nata a Riad nel 1975 ed è figlia dei principi Bandar bin Sultan e Haifa bint Faysal. Ha trascorso molti anni negli Stati Uniti dove il padre è stato ambasciatore dal 1983 al 2005. Ha conseguito un Bachelor of Arts in studi museali presso la George Washington University. In seguito è tornata a Riad.

## Carriera
Durante gli studi ha effettuato l'internato presso l'Istituto del mondo arabo di Parigi e presso la Galleria d'arte Sackler di Washington. Ha inoltre collaborato a distanza come curatrice presso il Field Museum di Chicago nel periodo in cui era esposta la collezione d'arte di sua madre, la "Haifa Faisal Collection".
Nel 2005 è tornata in patria dove ha assunto il ruolo di amministratore delegato della Al Hama LLC, una società di vendita al dettaglio di lusso che ha portato in Medio Oriente i marchi tra DNKY e Donna Karan, tra gli altri. È poi stata per diversi anni amministratore delegato di Alfa International, una società leader nella vendita al dettaglio di lusso che, tra le altre attività, gestisce il negozio Harvey Nichols di Riad. La principessa è una imprenditrice attiva: è fondatrice e direttrice creativa di Baraboux, un marchio di borse di lusso che ha lanciato nel 2013, fondatrice del fondo di private equity Reemiyah, con sede in Arabia Saudita e co-fondatrice di Yibreen, una spa femminile.
Il 23 febbraio 2019 re Salman la ha nominata ambasciatrice negli Stati Uniti d'America. È la prima donna saudita a ricoprire l'incarico di rappresentante diplomatico.

## Leader dell'innovazione nell'imprenditoria e promotrice dell'occupazione femminile
La principessa Reema ha catturato l'attenzione sulla scena internazionale come leader dell'innovazione nell'imprenditoria, in particolare come promotrice dell'occupazione femminile. Nel 2014 è stata riconosciuta come la più creatrice persona dell'anno dalla Fast Company per "la promozione dell'occupazione femminile". Lo stesso anno è stata inserita nell'elenco delle duecento donne arabe più potenti. Sempre nel 2014 è stata anche riconosciuta dalla rivista Foreign Policy come leader mondiale pensatrice nella categoria "Moguls" per il suo lavoro nell'aiutare le donne a "integrare le loro vite personali e professionali con la creazione di opportunità nell'economia".
Pubblicamente ha affermato che coinvolgere le donne nell'economia del lavoro è "evoluzione, non occidentalizzazione" e che affidare alle donne responsabilità finanziarie le incoraggerà a "esplorare di più il mondo per loro stesse e a diventare meno dipendenti". Ha anche affermato che l'Arabia Saudita "non può avere la metà della popolazione inattiva".
All'Harvey Nichols di Riad è stata responsabile dell'assunzione di più donne e dell'introduzione di servizi come l'assistenza all'infanzia a disposizione delle dipendenti con bambini piccoli, offrendo l'opportunità alle madri di continuare a lavorare fornendo un servizio di sorveglianza ai loro figli durante la giornata lavorativa. Sempre all'Harvey Nichols ha istituito un servizio di trasporto per il personale femminile poiché le leggi del regno non permettono alle donne di guidare. Questi sforzi, insieme alle politiche economiche volte ad abbassare le barriere per le donne nell'entrare nella forza lavoro, hanno portato ad avere oggi decine di dipendenti donne; nella stessa azienda nel 2011 erano impiegati solo uomini.

## Attivismo per la prevenzione del cancro al seno
La principessa Reema è membro fondatore dell'Associazione per la consapevolezza del cancro al seno "Zahra" di Riad. La missione dell'organizzazione è quella di "aumentare e diffondere la consapevolezza tra le donne di tutto il paese per la diagnosi precoce, la prevenzione e il trattamento della malattia e cooperare con le donne con diagnosi di cancro al seno nel trattamento e nel recupero finale".
Il suo lavoro con Zahra ha incluso l'organizzazione del più grande nastro rosa umano del mondo nel 2010. Questa iniziativa è risultata vincitrice di un premio.
Nel maggio del 2012 ha guidato un gruppo di donne saudite al campo base del Monte Everest per sensibilizzare le persone sul cancro al seno. La campagna era intitolata "Un viaggio femminile: destinazione Monte Everest". Le undici alpiniste hanno iniziato il loro viaggio verso il campo base, situato a 5364 metri sul livello del mare, il 7 maggio e lo hanno completato in 12 giorni.

## Altri incarichi filantropici
Reema ha fondato e promuove a livello internazionale anche Alf Khair, un'iniziativa per la responsabilità sociale delle imprese che sta costruendo una comunità attiva di talento creativo nel paese. Alf Khair sta anche sviluppando una scuola di vendita al dettaglio che fornirà formazione alle donne saudite che vogliono unirsi alla forza lavoro. La sua opera in questo campo include anche il suo ruolo di membro del consiglio dell'Iniziativa nazionale saudita per la creatività.

## Vita personale
Fino al 2012 era sposata con un cugino, il principe Faysal bin Turki bin Nasser. Dalla loro unione sono nati tre figli, un maschio e due femmine.